# Юліус Шрек
Юліус Шрек (нім. Julius Schreck; 13 липня 1898, Мюнхен — 16 травня 1936, Графінг) — партійний діяч НСДАП, «батько СС» і оберляйтер (рейхсфюрер) СС.

## Біографія
1 грудня 1916 року призваний в армію. Закінчив війну в ранзі гауптмана (капітана). Після війни — член фрайкору в складі «морської бригади Ергарда». Потім у 1920 році одним з перших приєднався до нацистського руху. З 1921 року брав участь у створенні СА, а також в організації Stabswache, підрозділу СА, яке повинно було забезпечувати охорону фюрера під час публічних заходів. З 1922 року — член СС (№ 5). У березні 1923 року очолив охоронну групу Адольфа Гітлера. Брав активну участь у Пивному путчі й після провалу був поміщений у в'язницю разом з іншими керівниками партії. Будучи охоронцем та особистим водієм Гітлера, Шрек після Пивного путчу й вимушеної еміграції Йозефа Берхтольда 9.11.1923 став керівником фактично неіснуючої «Ударної групи Адольфа Гітлера» — прообразу СС. У квітні 1925 року Гітлер доручив Шреку формування нової охоронної групи. Спочатку загін складався лише з восьми осіб і тоді ж був перейменований в «Охоронний загін», перший підрозділ СС. 21 вересня 1925 року Шрек видав «Циркуляр № 1», за яким пропонувалося всім місцевим організаціям НСДАП створювати підрозділи СС у регіонах по 10 осіб, а в Берліні — 20. Шрек уважно стежив за тим, щоб в СС потрапляли тільки спеціально відібрані люди, відповідні нацистському уявленням про «нордичну надлюдину». В охоронні загони набиралася в основному молодь, тобто особи віком від 23 до 35 років. Новобранці повинні були мати «відмінне здоров'я і міцну статуру». При вступі їм належало представити дві рекомендації, а також поліцейську довідку про проживання протягом останніх п'яти років у даній місцевості. У квітні 1926 року був замінений Йозефом Берхтольдом. З кінця 1927 року і до кінця своїх днів був постійним шофером та особистим охоронцем Гітлера. У 1936 році захворів на менінгіт і 16 травня помер. Замість нього першим шофером Гітлера став Еріх Кемпка.
Похований з почестями 19 травня 1936 року в Графінг-Мюнхені. Посмертно отримав від Гайнріха Гіммлера почесне звання бригадефюрера СС, на його честь було названо 1-й штандарт СС у Мюнхені.

## Звання
- Анвертер СС (1 листопада 1925)
- Штурмфюрер СС (21 березня 1932)
- Штандартенфюрер СС (20 лютого 1933)
- Оберфюрер СС (2 березня 1934)
- Бригадефюрер СС (9 січня 1935)
- Почесний бригадефюрер СС (посмертно)

## Нагороди
- Залізний хрест 2-го класу
- Орден «За заслуги» (Баварія) 3-го класу з мечами
- Нарукавний знак фрайкору «Епп»
- Спортивний орел кільця Національного моторизованого і авіаційного руху в золоті
- Спортивний вінок кільця Національного моторизованого і авіаційного руху в сріблі або в золоті[3]
- Почесний знак Кобург (14 жовтня 1932)
- Орден крові (№ 349; 9 листопада 1933)
- Почесний хрест ветерана війни з мечами
- Золотий партійний знак НСДАП
- Почесний кут старих бійців
- Почесний кинджал СС
- Кільце «Мертва голова» (1935)
- Йольський свічник (16 грудня 1935)